# Steredenn (jeu vidéo)
Pour les articles homonymes, voir Steredenn.
Steredenn est un jeu vidéo de type shoot 'em up et rogue-like développé et édité par Pixelnest Studio, sorti en 2015 sur Windows, macOS et Linux (puis PlayStation 4, Xbox One, iOS et Nintendo Switch). Le jeu est réalisé en pixel art à défilement horizontal qui à la particularité d'offrir des niveaux générés de manière procédurale.

## Accueil
- Pocket Gamer : 9/10[2]
- TouchArcade : 5/5[3]

## Équipe
- Matthieu Oger : chef de projet, développeur, game designer
- Damien Mayance : lead développeur, game designer
- Simon Coroller : graphiste et animateur 2D
- Étienne Marque : sound designer
- Zander Noriega : musicien
- Distribution : Plug In Digital